# جو ياموتشي
جو ياموتشي هو لاعب كرة القدم الكندية كندي، ولد في 1933 في Opal, Alberta ‏ في كندا.

## وصلات خارجية
- جو ياموتشي على موقع JustSportsStats.com (الإنجليزية)